# Schizidium tinum
Schizidium tinum là một loài chân đều trong họ Armadillidiidae. Loài này được Sfenthourakis miêu tả khoa học năm 1995.